# Witalij Butrym
Witalij Mykołajowycz Butrym (ukr. Віталій Миколайович Бутрим; ur. 10 stycznia 1991 w Boromli) – ukraiński lekkoatleta specjalizujący się w biegu na 400 metrów.
Ósmy zawodnik młodzieżowych mistrzostw Europy (2011). W 2012 reprezentował Ukrainę na igrzyskach olimpijskich w Londynie. Rok później sięgnął po srebrny medal młodzieżowego czempionatu Starego Kontynentu w Tampere. Uczestnik mistrzostw Europy w Amsterdamie (2016), w których nie awansował do finału biegu na 400 metrów.
Złoty medalista mistrzostw Ukrainy oraz reprezentant kraju na drużynowych mistrzostwach Europy.
Za złamanie przepisów antydopingowych ukarany został czteroletnią dyskwalifikacją, biegnącą od 20 lutego 2019 do 20 maja 2023.

## Osiągnięcia
| Rok  | Impreza                                 | Miejsce        | Konkurencja             | Lokata     | Wynik   |
| ---- | --------------------------------------- | -------------- | ----------------------- | ---------- | ------- |
| 2011 | Młodzieżowe mistrzostwa Europy          | Ostrawa        | bieg na 400 metrów      | 8. miejsce | 46,96   |
| 2012 | Igrzyska olimpijskie                    | Londyn         | bieg na 400 metrów      | eliminacje | 47,62   |
| 2013 | Halowe mistrzostwa Europy               | Göteborg       | bieg na 400 metrów      | półfinał   | 47,01   |
| 2013 | Superliga drużynowych mistrzostw Europy | Gateshead      | sztafeta 4 × 400 metrów | 6. miejsce | 3:10,10 |
| 2013 | Młodzieżowe mistrzostwa Europy          | Tampere        | bieg na 400 metrów      | 2. miejsce | 45,88   |
| 2013 | Młodzieżowe mistrzostwa Europy          | Tampere        | sztafeta 4 × 400 metrów | 8. miejsce | 3:20,10 |
| 2013 | Mistrzostwa świata                      | Moskwa         | sztafeta 4 × 400 metrów | eliminacje | 3:04,98 |
| 2014 | Halowe mistrzostwa świata               | Sopot          | bieg na 400 metrów      | eliminacje | 46,98   |
| 2014 | Halowe mistrzostwa świata               | Sopot          | sztafeta 4 × 400 metrów | 6. miejsce | 3:08,79 |
| 2014 | Mistrzostwa Europy                      | Zurych         | bieg na 400 metrów      | półfinał   | 48,16   |
| 2015 | Halowe mistrzostwa Europy               | Praga          | bieg na 400 metrów      | półfinał   | 48,09   |
| 2015 | Mistrzostwa świata                      | Pekin          | bieg na 400 metrów      | eliminacje | 45,88   |
| 2016 | Mistrzostwa Europy                      | Amsterdam      | bieg na 400 metrów      | półfinał   | 46,07   |
| 2016 | Mistrzostwa Europy                      | Amsterdam      | sztafeta 4 × 400 metrów | 6. miejsce | 3:04,45 |
| 2016 | Igrzyska olimpijskie                    | Rio de Janeiro | bieg na 400 metrów      | eliminacje | 45,92   |
| 2017 | Halowe mistrzostwa Europy               | Belgrad        | bieg na 400 metrów      | eliminacje | 47,76   |
| 2017 | Halowe mistrzostwa Europy               | Belgrad        | sztafeta 4 × 400 metrów | 5. miejsce | 3:09,94 |
| 2017 | Superliga drużynowych mistrzostw Europy | Lille          | bieg na 400 metrów      | 7. miejsce | 46,95   |
| 2017 | Superliga drużynowych mistrzostw Europy | Lille          | sztafeta 4 × 400 metrów | 8. miejsce | 3:07,03 |
| 2018 | Halowe mistrzostwa świata               | Birmingham     | bieg na 400 metrów      | eliminacje | 47,45   |
| 2018 | Mistrzostwa Europy                      | Berlin         | bieg na 400 metrów      | półfinał   | 46,01   |
| 2018 | Mistrzostwa Europy                      | Berlin         | sztafeta 4 × 400 metrów | eliminacje | 3:05,95 |
| 2019 | Halowe mistrzostwa Europy               | Glasgow        | bieg na 400 metrów      | półfinał   | DSQ     |

## Rekordy życiowe
- Bieg na 400 metrów – 45,01 (2015) były rekord Ukrainy
- Bieg na 400 metrów (hala) – 46,45 (2018) rekord Ukrainy

8 marca 2014 w Sopocie ukraińska sztafeta 4 × 400 metrów z Butrymem na pierwszej zmianie ustanowiła wynikiem 3:07,54 halowy rekord kraju.